# 周志高
周志高（1945年1月—2025年8月18日），笔名季高、辛默、康舒等，斋名兴墨楼，男，江苏兴化人，中国书法家、书法出版家，中国书法家协会原常务理事，上海市文学艺术界联合会原副主席。